# Golda Rosheuvel
Golda Rosheuvel (Guiana, 2 de maio de 1970) é uma atriz e cantora guianense-britânica. É conhecida por seu trabalho no teatro e por vários papéis na televisão, com destaque para sua interpretação da rainha  Charlotte na série dramática de época da Netflix, Bridgerton (2020-) e sua prequela Queen Charlotte: A Bridgerton Story (2023).

## Infância e juventude
Rosheuvel nasceu na Guiana, filha de um sacerdote anglicano guianense, Siegfrried Rosheuvel, e de uma mãe inglesa, Judith Evans. Ela se mudava com frequência pela Guiana devido ao trabalho missionário de seu pai, muitas vezes ficando com tribos indígenas. Quando tinha cinco anos, sua família se mudou para a casa do irmão de sua mãe na Inglaterra, antes de se estabelecer em Hertfordshire, Inglaterra. Ela tem um irmão
Rosheuvel passou sua adolescência praticando atletismo com a intenção de ser uma atleta profissional. Ela disputou os 100 metros rasos, o lançamento de dardo e o salto em distância. No entanto, quando sofreu uma lesão no tornozelo, voltou seu foco para o teatro.
Ela obteve um diploma em atuação no East Herts College, antes de estudar teatro musical no London Studio Centre.

## Carreira
A primeira atuação de Rosheuvel no teatro profissional foi interpretar Donna em uma turnê europeia de nove meses de Hair, quando ela ainda estava na faculdade.
O desempenho de Rosheuvel nos palcos incluem Porgy and Bess, Macbeth, The Winter's Tale, Romeu e Julieta, Angels in America, Bad Girls: The Musical, e Jesus Christ Superstar. Em 2018, Rosheuvel interpretou uma versão lésbica de Otelo em Othello. Na televisão, ela fez sua estreia aparecendo na produção de 2001 de Jesus Christ Superstar, que foi ao ar como parte do Great Performances. Posteriormente, fez participações especiais em séries de televisão como Casualty, The Bill, Torchwood, Luthor, Coronation Street e Silent Witness. Ela teve um papel coadjuvante no filme de drama de época de 2016, Lady Macbeth.
Em 2019, Rosheuvel foi escalada como a rainha Charlotte de Mecklemburgo-Strelitz no drama de época da Netflix, Bridgerton, produzido por Shonda Rhimes. A série estreou em 25 de dezembro de 2020 com críticas positivas dos críticos. Como membro do elenco, Rosheuvel recebeu uma indicação ao Screen Actors Guild Award por Melhor Desempenho de um Elenco em uma Série Dramática em 2021. Em 2023, Rosheuvel reprisou seu papel em sua série prequel, Queen Charlotte: A Bridgerton Story.
Mais tarde, Rosheuvel foi escalada para o filme de comédia romântica This Time Next Year, e para o filme de terror Somewhere in Dreamland, ao lado de Whitney Peak e S. Epatha Merkerson. Em março de 2024, foi anunciado que Rosheuvel apareceria no próximo episódio de Doctor Who, “Space Babies”, como Jocelyn.

## Vida pessoal
Sua esposa é a escritora e dramaturga Shireen Mula. Ela é patrocinadora do An Tobar and Mull Theatre, um centro criativo de múltiplas formas de arte na ilha de Mull, nas Hébridas.

## Trabalhos

### Filmes
| Ano  | Título                        | Papel                  | Notas          |
| ---- | ----------------------------- | ---------------------- | -------------- |
| 2001 | Lava                          | Warden                 |                |
| 2005 | Coma Girl: The State of Grace | Kathy Fields           |                |
| 2006 | On the Other Hand             | Chantelle              | Curta-metragem |
| 2014 | I Remember You                | Grace                  | Curta-metragem |
| 2016 | Lady Macbeth                  | Agnes                  |                |
| 2020 | Muse                          | Tina                   | Curta-metragem |
| 2021 | Dune                          | Shadout Mapes          |                |
| 2024 | Orion and the Dark            | Barulhos Inexplicáveis | Voz            |
| 2025 | Grow                          | Dinah                  | Filmindo       |
| TBA  | This Time Next Year           | Tara                   | Pós-produção   |
| TBA  | Somewhere in Dreamland        | Patti                  | Pós-produção   |

### Televisão
| Ano           | Título                                       | Papel                     | Notas                                                |
| ------------- | -------------------------------------------- | ------------------------- | ---------------------------------------------------- |
| 2000          | Great Performances                           | Faxineira do fogo         | Episódio: "Jesus Christ Superstar"                   |
| 2005          | The Bill                                     | Patsy Richards            | Episódio: "306: Show of Force"                       |
| 2006          | Casualty                                     | Doutora Lorrimer          | Episódio: "Going Under"                              |
| 2008          | Torchwood                                    | Dra. Angela Connolly      | Episódios: "Exit Wounds" and "Dead Man Walking"      |
| 2008          | Consuming Passion: 100 Years of Mills & Boon | Recepcionista de Hospital | Telefilme                                            |
| 2011          | Luther                                       | Sally Thomas              | Episódio: "2.3"                                      |
| 2012          | Coronation Street                            | Doutora Renshaw           | Papel recorrente                                     |
| 2012          | Dead Boss                                    | Lennie                    | Regular, 6 episódios                                 |
| 2012          | Threesome                                    | Vicar                     | Episódio: "I Don't"                                  |
| 2012          | 'Mr. Stink                                   | Coffee Shop Server        | Television film                                      |
| 2014          | Rev.                                         | Hostel Worker             | Episódio: "3.4"                                      |
| 2015          | I Live with Models                           | Photographer              | Episódio: "The Suit"                                 |
| 2015          | EastEnders                                   | Midwife Jenni             |                                                      |
| 2019          | Silent Witness                               | Lyndsey Morrison          | Episódios: "Betrayal: Part 1" and "Betrayal: Part 2" |
| 2020–presente | Bridgerton                                   | Rainha Charlotte          | Regular                                              |
| 2020          | Death in Paradise                            | Alice Joyce               | Episódio 2, Temporada 10                             |
| 2023          | Queen Charlotte: A Bridgerton Story          | Rainha Charlotte          | Minissérie; papel principal                          |
| 2024          | Doctor Who                                   | Jocelyn                   | Episódio: "Space Babies"                             |

### Teatro
| Ano        | Título                                       | Papel                                           | Diretor          | Venue                          | Notes                                   | Ref.          |
| ---------- | -------------------------------------------- | ----------------------------------------------- | ---------------- | ------------------------------ | --------------------------------------- | ------------- |
| 1988       | Hair                                         | Donna                                           |                  | -                              | Turnê Europeia                          | [ 6 ] [ 2 ]   |
| 1991       | Carmen Jones                                 |                                                 | Simon Callow     | The Old Vic                    |                                         | [ 21 ] [ 22 ] |
| 1995       | Fame                                         | Srta. Sherman                                   |                  | Aldwych Theater                | Replacement; Original London Production |               |
| 1996- 1997 | Tommy                                        | Loutette / Ensemble / Acid Queen (substituta)   | Des McAnuff      | Shaftesbury Theatre            | Estreia Nacional                        | [ 23 ] [ 24 ] |
| 1998       | Jesus Christ Superstar                       | Maria Madalena                                  | Gale Edwards     | -                              | Turnê britânica                         | [ 21 ] [ 25 ] |
| 2001       | South Pacific                                | Inspetora Rita Gonzalez                         | Trevor Nunn      | Royal National Theatre         |                                         | [ 23 ] [ 26 ] |
| 2005       | Hair                                         | Hud                                             | Daniel Kramer    | The Gate                       |                                         | [ 27 ]        |
| 2006       | Júlio César                                  | Calpúrnia Pisônia                               | Sean Holmes      | Royal Shakespeare Theatre      | Royal Shakespeare Company               | [ 28 ]        |
| 2006       | The Tempest                                  | Deusa / Ariel (substituta)                      | Rupert Goold     | Royal Shakespeare Theatre      | Royal Shakespeare Company               | [ 29 ]        |
| 2006       | Antônio e Cleópatra                          | Charmian                                        | Gregory Doran    | Swan Theatre                   |                                         | [ 30 ] [ 31 ] |
| 2007       | Antônio e Cleópatra                          | Charmian                                        | Gregory Doran    | Novello Theatre                |                                         | [ 32 ]        |
| 2007       | The Tempest                                  | Deusa / Ariel (substituta)                      | Rupert Goold     | Novello Theatre                |                                         | [ 33 ]        |
| 2008       | The White Devil                              |                                                 | Jonathan Munby   | Menier Chocolate Factory       |                                         | [ 34 ] [ 35 ] |
| 2009       | The Winter's Tale                            | Paulina, Tempo, Velha Pastora                   | Simon Godwin     | Nuffield Theatre               |                                         | [ 36 ]        |
| 2009       | Romeu e Julieta                              | Lady Capuleta                                   | Bill Buckhurst   | Shakespeare's Globe            |                                         | [ 37 ]        |
| 2010       | Macbeth                                      | Lady Macbeth                                    | Steve Marmion    | Regent's Park Open Air Theatre |                                         | [ 21 ] [ 38 ] |
| 2010       | Juliet and Her Romeo                         | Nurse                                           | Tom Morris       | The Old Vic                    |                                         | [ 39 ]        |
| 2011       | Maret/Sade                                   |                                                 | Anthony Neilson  | Royal Shakespeare Theatre      | Royal Shakespeare Company               | [ 40 ]        |
| 2013       | The Curious Incident of the Dog in the Night | Sra. Shears                                     | Marianne Elliott | National Theatre               |                                         | [ 41 ]        |
| 2014       | The Gershwin' Porgy and Bess                 | Serena                                          | Timothy Sheader  | Regent's Park Open Air Theatre |                                         | [ 42 ] [ 43 ] |
| 2014       | Electra                                      | Chorus                                          | Ian Rickson      | The Old Vic                    |                                         | [ 44 ] [ 45 ] |
| 2015- 2016 | Wonderland                                   | Biana                                           | Rufus Norris     | Royal National Theatre         | World premiere                          | [ 46 ] [ 47 ] |
| 2016       | A Pacifist's Guide to the War on Cancer      | Laura                                           | Bryony Kimmings  | HOME Theatre                   | Replacement                             | [ 48 ]        |
| 2017       | Romeu e Julieta                              | Mercutio                                        | Daniel Kramer    | Shakespeare's Globe            |                                         | [ 21 ] [ 49 ] |
| 2017- 2018 | A Christmas Carol                            | Fantasma dos Presentes de Natal / Sra. Fezziwig | Matthew Warchus  | The Old Vic                    |                                         | [ 50 ]        |
| 2018       | Othello                                      | Othello                                         | Gemma Bodinetz   | Everyman Theatre               |                                         | [ 51 ]        |
| 2019       | The American Clock                           | Irene / Sra. Taylor / Rose 3                    | Rachel Chavkin   | The Old Vic                    |                                         | [ 52 ] [ 53 ] |
| 2020       | Rare Earth Mettle                            | Calista McLean / Nayra Quispe                   | Hamish Pirie     | Royal Court Theatre            |                                         | [ 54 ]        |

## Prêmios e indicações
| Ano  | Prêmio                           | Categoria                                                  | Trabalho                            | Resultado | Ref.   |
| ---- | -------------------------------- | ---------------------------------------------------------- | ----------------------------------- | --------- | ------ |
| 2021 | Screen Actors Guild Awards       | Desempenho excepcional de um elenco em uma série dramática | Bridgerton                          | Indicado  | [ 13 ] |
| 2024 | Black Reel Awards for Television | Melhor Atuação Coadjuvnte em Série Dramática               | Queen Charlotte: A Bridgerton Story | Indicada  | [ 55 ] |
| 2024 | NAACP Image Awards               | Melhor Atriz Coadjuvante em Série Dramática                | Queen Charlotte: A Bridgerton Story | Pendente  | [ 56 ] |